# Isotta degli Atti
Isotta degli Atti, död 1474, var en italiensk regent.  
Hon var gift med kondottiären Sigismondo Pandolfo Malatesta, herre av Rimini. Hon regerade Rimini som ställföreträdare för sin make när han var bannlyst 1460-62, och som förmyndare för deras son Sallustio Malatesta 1468–69. Hennes äktenskap blev känt först 1449 efter att Sigismondos första fru avled och efter det gifte hon sig med Sigismondo som var hennes make.